# Mykola Lebed
Mykola Lebed (en ukrainien Микола Лебідь) dit Maksym Ruban, Marko ou Yevhen Skyrba est un nationaliste ukrainien né le 11 janvier 1909 et mort le 18 juillet 1998.

## Biographie
Impliqué (avec notamment Stepan Bandera) dans l'assassinat du ministre de l'Intérieur polonais Bronislaw Pieracki, en 1934 pour lequel il fut condamné à mort puis à la prison à vie, avant d'être libéré par l'attaque allemande contre la Pologne. La Gestapo entraîna Mykola Lebed et les bandéristes au sabotage, à la guérilla et aux assassinats à Zakopane. Mykola Lebed supervisa personnellement les tortures et les exécutions de Juifs pour endurcir ses hommes.
Bien qu'un rapport du Counter Intelligence Corps dévoile son passé de « bourreau bien connu et de collaborateur des Allemands », Mykola Lebed émigra aux États-Unis et vécut à New York où il travailla avec la CIA jusque dans les années 1960, pour fournir à celle-ci des renseignements par l'intermédiaire de sa société Prolog Research Corporation.

### Sources
- (en) Richard Breitman et Norman J.W. Goda, Hitler's Shadow: Nazi War Criminals, US Intelligence, and the Cold War, National Archives, 2010 (lire en ligne)